# 约讷河畔穆龙
約訥河畔穆龙（法語：Mouron-sur-Yonne，法語發音：[muʁɔ̃ syʁ jɔn]）是法国涅夫勒省的一个市镇，属于克拉姆西区。

## 地理
约讷河畔穆龙（47°11'23"N, 3°44'29"E）面积10.76 平方千米，位于法国勃艮第-弗朗什-孔泰大區涅夫勒省，该省份为法国中部省份，北至约讷省，西北接卢瓦雷省，西接谢尔省，南至阿列省，东南接索恩-卢瓦尔省，东临科多尔省。
与约讷河畔穆龙接壤的市镇（或旧市镇、城区）包括：塞尔翁、埃皮里、蒙特勒永、萨尔迪莱塞皮里。

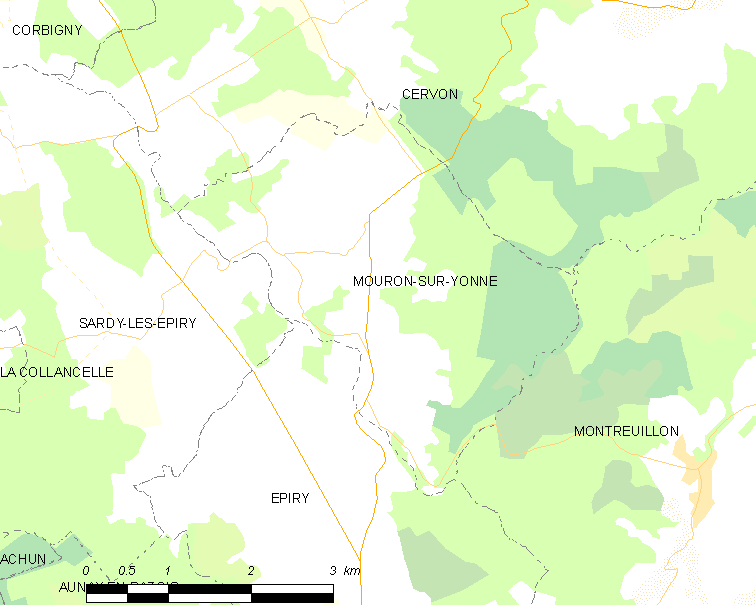
约讷河畔穆龙的OSM定位图

约讷河畔穆龙的时区为UTC+01:00、UTC+02:00（夏令时）。

## 行政
约讷河畔穆龙的邮政编码为58800，INSEE市镇编码为58183。

## 政治
约讷河畔穆龙所属的省级选区为科尔比尼县。

## 人口

1962-2008年间约讷河畔穆龙人口变化图示

约讷河畔穆龙于2022年1月1日时的人口数量为88人。